# Ericiolacerta
Ericiolacerta is een uitgestorven monotypisch geslacht van basale Synapsida ('zoogdierreptielen'), behorende tot de Therocephalia, dat voorkwam in het Vroeg-Trias. Deze dieren konden tot twintig centimeter lang worden. Fossielen werden gevonden in Zuid-Afrika. De typesoort is Ericiolacerta parva.
Ericiolacerta was een insectivoor. Hij had kleine tanden en lange, slanke poten.